# Моисеев, Валентин Николаевич
Валентин Николаевич Моисеев (род. 1925) — советский и российский физик, специалист в области создания высокопрочных титановых сплавов, участник Великой Отечественной войны, лауреат премии имени П. П. Аносова

## Биография
В 1954 году окончил Московский институт цветных металлов и золота имени М. И. Калинина.
С 1954 по 2007 годы работал в ВИАМ, пройдя путь от инженера до начальника научного отдела (сектора) высокопрочных титановых сплавов.

## Научная деятельность
Внес значительный вклад в теорию металловедения, термической обработки и практику разработки титановых сплавов.

Разработчик высокопрочных титановых сплавов ВТ14, ВТ16, ВТ22, а также высокотехнологичных сплавов ОТ4-0, ОТ4-1, ОТ4. Разработки широко использованы на объектах авиационной, ракетной и ракетно-космической техники.
Автор более 200 научных трудов, в том числе трех монографий, имеет более 100 авторских свидетельств и патентов на изобретения.

## Награды
- Премия имени П. П. Аносова (за 1981 год, совместно с Н. Ф. Аношкиным, О. П. Солониной) — за комплекс работ проблеме титана, опубликованных в монографиях «Зональная химическая неоднородность слитков», «Конструкционные титановые сплавы» и «Жаропрочные титановые сплавы»
- Премия Совета Министров СССР (1985)
- Премия Правительства Российской Федерации в области науки и техники (2003)
- Орден Отечественной войны
- Медаль «За победу над Германией в Великой Отечественной войне 1941—1945 гг.»
- Медаль «За взятие Вены»
- Медаль Жукова
- Медаль «За трудовое отличие»
- медали ВДНХ